# 傷ついたタンクレーディを見つけるエルミニア
『傷ついたタンクレーディを見つけるエルミニア』（きずついたタンクレーディをみつけるエルミニア、伊: Erminia ritrova Tancredi ferito、英: Erminia Discovers the Wounded Tancred）は、イタリアのバロック絵画の巨匠グエルチーノがキャンバス上に油彩で描いた絵画である。彼の画業の初期の1618年にモザイク画家のマルチェッロ・プロヴェンツァーリ・ダ・チェントに委嘱されたが、おそらく翌年まで完成しなかった。作品は現在、ローマのドーリア・パンフィーリ美術館に所蔵されている。

## 作品
この劇的な大作は、トルクアート・タッソが1581年に十字軍に関して著した叙事詩『解放されたエルサレム』から採られている。『解放されたエルサレム』には多くの若い人々の恋愛と冒険にまつわる小競り合いが描かれているが、この絵画はタンクレーディとエルミニアの物語 (第19編104-114節) を描いている。タンクレーディはエルサレム攻囲戦の際にアルガンテにより傷を受け、ヴァフリオに助けられる。タンクレーディの鎧を脱がせ、傷を見つけたヴァフリオはエルミニアに伝える。
画面のエルミニアは、大きな傷を負っている彼女の恋人タンクレーディのところに駆けつけたところである。『解放されたエルサレム』によれば、「タンクレーディの名前を聞くだけで、彼女には充分であった。狂い、酔ったように彼女はやってきて、色を失った彼の端正な顔を一目見た。彼女は下馬したのではなく、跳ね降りた」。そして、彼女は自身の髪の毛をタンクレーディの傷口にあてがい、介抱した。この主題は、イエス・キリストの哀悼と聖女に介抱される聖セバスティアヌスという2つのキリスト教の主題に影響を受けたものである。
画面では、月の光が前景にいる人物たちを繊細に照らし出している。額縁から飛び出してくるような荘厳で動きに満ちたドラマ、強い明暗の対比、ベルベットのような色彩は、この紛うことのない傑作をグエルチーノの最も傑出した作品の1つとしている。なお、17世紀に制作された複製 (1987年の時点でパリの個人蔵) は本作より10センチ幅が広く、画面の左側が切断された可能性を示唆する。